# Composizione delle velocità
In fisica, la composizione delle velocità è un insieme di equazioni che descrivono il legame tra le velocità di un oggetto in due sistemi di riferimento diversi, l'uno in moto rettilineo uniforme rispetto all'altro. Nella teoria della relatività ristretta esse tengono conto, in particolare, dell'insuperabilità della velocità della luce e della sua costanza indipendentemente dal sistema di riferimento inerziale scelto.

## Composizione galileiana delle velocità
Nell'ambito della relatività galileiana, in cui si suppone che le velocità in gioco siano molto minori della velocità della luce, se un sistema di riferimento inerziale si muove con velocità {\displaystyle \mathbf {v} } rispetto ad un secondo sistema, supposto fermo, un oggetto che si muove con velocità {\displaystyle \mathbf {u} } nel sistema di riferimento in quiete possiede, nel sistema in moto, una velocità {\displaystyle \mathbf {s} } data da:
{\displaystyle \mathbf {s} =\mathbf {u} -\mathbf {v} \ }

## Composizione relativistica delle velocità
La somma relativistica di due velocità {\displaystyle \mathbf {v} } e {\displaystyle \mathbf {u} } è data da:
{\displaystyle \mathbf {w} =\mathbf {v} \oplus \mathbf {u} ={\frac {\mathbf {v} +\mathbf {u} _{\parallel }+\alpha _{\mathbf {v} }\mathbf {u} _{\perp }}{1+{\dfrac {\mathbf {v} \cdot \mathbf {u} }{c^{2}}}}},}
dove {\displaystyle \mathbf {u} _{\parallel }} e {\displaystyle \mathbf {u} _{\perp }} sono le componenti di {\displaystyle \mathbf {u} } parallele e perpendicolari a {\displaystyle \mathbf {v} }, mentre:
{\displaystyle \alpha _{\mathbf {v} }={\sqrt {1-{\frac {|\mathbf {v} |^{2}}{c^{2}}}}}}
è il reciproco del fattore {\displaystyle \gamma _{\mathbf {v} }}. Scrivendo:
{\displaystyle \,{\mathbf {u} }_{||}={\mathbf {v} \cdot \mathbf {u}  \over |\mathbf {v} |^{2}}\mathbf {v} \qquad \qquad {\mathbf {u} }_{\perp }=\mathbf {u} -{\mathbf {u} }_{||}}
l'equazione assume la forma:
{\displaystyle \mathbf {w} =\mathbf {v} \oplus \mathbf {u} ={\frac {1}{1+{\frac {\mathbf {v} \cdot \mathbf {u} }{c^{2}}}}}\left\{\mathbf {v} +{\frac {1}{\gamma _{\mathbf {v} }}}\mathbf {u} +{\frac {1}{c^{2}}}{\frac {\gamma _{\mathbf {v} }}{1+\gamma _{\mathbf {v} }}}(\mathbf {v} \cdot \mathbf {u} )\mathbf {v} \right\}}
Esplicitando le coordinate:
{\displaystyle {\begin{pmatrix}w_{1}\\w_{2}\\w_{3}\\\end{pmatrix}}={\frac {1}{1+{\frac {v_{1}u_{1}+v_{2}u_{2}+v_{3}u_{3}}{c^{2}}}}}\left\{\left[1+{\frac {1}{c^{2}}}{\frac {\gamma _{\mathbf {v} }}{1+\gamma _{\mathbf {v} }}}(v_{1}u_{1}+v_{2}u_{2}+v_{3}u_{3})\right]{\begin{pmatrix}v_{1}\\v_{2}\\v_{3}\\\end{pmatrix}}+{\frac {1}{\gamma _{\mathbf {v} }}}{\begin{pmatrix}u_{1}\\u_{2}\\u_{3}\\\end{pmatrix}}\right\}}
con:
{\displaystyle \gamma _{\mathbf {v} }={\frac {1}{\sqrt {1-{\frac {v_{1}^{2}+v_{2}^{2}+v_{3}^{2}}{c^{2}}}}}}}
L'addizione delle velocità è inoltre commutativa solo se {\displaystyle \mathbf {u} } e {\displaystyle \mathbf {v} } sono parallele, infatti:
{\displaystyle \mathbf {u} \oplus \mathbf {v} =gyr[\mathbf {u} ,\mathbf {v} ](\mathbf {v} \oplus \mathbf {u} )}
e si ha:
{\displaystyle \mathbf {u} \oplus (\mathbf {v} \oplus \mathbf {w} )=(\mathbf {u} \oplus \mathbf {v} )\oplus gyr[\mathbf {u} ,\mathbf {v} ]\mathbf {w} }
dove gyr è un operatore che rappresenta l'astrazione matematica della precessione di Thomas, ed è dato da:
{\displaystyle gyr[\mathbf {u} ,\mathbf {v} ]\mathbf {w} =\ominus (\mathbf {u} \oplus \mathbf {v} )\oplus (\mathbf {u} \oplus (\mathbf {v} \oplus \mathbf {w} ))\quad \forall \mathbf {w} }
Se si considerano due sistemi {\displaystyle K} e {\displaystyle K'} con gli assi allineati e in moto relativo rettilineo uniforme lungo l'asse x con velocità {\displaystyle \mathbf {v} =(v_{x},0,0)}, detta velocità di trascinamento, per un oggetto che si muove con velocità {\displaystyle \mathbf {u} } si ha che {\displaystyle \mathbf {u} } e la velocità di trascinamento {\displaystyle \mathbf {v} } di {\displaystyle K'} rispetto a {\displaystyle K} si compongono per dare una velocità rispetto a {\displaystyle K'} secondo le seguenti formule:
{\displaystyle {\begin{cases}{u'_{x}}={\frac {u_{x}-v}{1-{\frac {vu_{x}}{c^{2}}}}}\,\\{u'_{y}}={\frac {u_{y}}{\gamma (1-{\frac {vu_{x}}{c^{2}}})}}\,\\{u'_{z}}={\frac {u_{z}}{\gamma (1-{\frac {vu_{x}}{c^{2}}})}}\end{cases}}}
Queste trasformazioni si generalizzano immediatamente al caso di velocità di trascinamento qualsiasi e assi non allineati tramite isometrie spaziali (traslazioni e rotazioni).
Se il boost è lungo una direzione generica, invece, si ottiene:
{\displaystyle {\vec {u}}'=\displaystyle {\frac {{\vec {u}}+\left[\left(\gamma -1\right)\displaystyle {\frac {{\vec {u}}\cdot {\vec {v}}}{v^{2}}}-\gamma \right]{\vec {v}}}{\gamma \left(1-\displaystyle {\frac {{\vec {u}}\cdot {\vec {v}}}{c^{2}}}\right)}}}

### Derivazione dalle trasformazioni di Lorentz
Passando da un sistema inerziale S ad un altro sistema inerziale S* con velocità relativa {\displaystyle \mathbf {v} } (diretta lungo l'asse positivo delle x) rispetto al primo, il quadrivettore posizione si modifica come segue:
{\displaystyle {\begin{cases}t'=\gamma \left(t-{\frac {v}{c^{2}}}x\right)\\x'=\gamma \left(x-vt\right)\\y'=y\\z'=z\end{cases}}}
Differenziando:
{\displaystyle {\begin{cases}dt'=\gamma \left(dt-{\frac {v}{c^{2}}}dx\right)\\dx'=\gamma \left(dx-vdt\right)\\dy'=dy\\dz'=dz\end{cases}}}
Infine, tenendo conto della definizione di velocità, si ha:
{\displaystyle {\begin{cases}{u'_{x}}={\frac {dx'}{dt'}}={\frac {\gamma (dx-vdt)}{\gamma (dt-{\frac {v}{c^{2}}}dx)}}={\frac {u_{x}-v}{1-{\frac {vu_{x}}{c^{2}}}}}\,\\{u'_{y}}={\frac {dy'}{dt'}}={\frac {dy}{\gamma (dt-{\frac {v}{c^{2}}}dx)}}={\frac {u_{y}{\sqrt {1-{\frac {v^{2}}{c^{2}}}}}}{1-{\frac {vu_{x}}{c^{2}}}}}\,\\{u'_{z}}={\frac {dz'}{dt'}}={\frac {dz}{\gamma (dt-{\frac {v}{c^{2}}}dx)}}={\frac {u_{z}{\sqrt {1-{\frac {v^{2}}{c^{2}}}}}}{1-{\frac {vu_{x}}{c^{2}}}}}\end{cases}}}

### Rapidità
Un secondo metodo per calcolare la composizione relativistica delle velocità, nel caso in cui le due velocità siano parallele basato sulle proprietà geometriche dello spazio di Minkowski, si ottiene definendo un fattore rapidità, correlato alla velocità {\displaystyle v} dalla relazione:
{\displaystyle \eta =\operatorname {settanh} {\frac {v}{c}}}
Detta:
{\displaystyle \vartheta =\operatorname {settanh} {\frac {u}{c}}}
la rapidità di una seconda particella in moto a velocità {\displaystyle u} rispetto allo stesso sistema di riferimento, allora la rapidità relativa delle due particelle è:
{\displaystyle \eta ^{*}=\eta +\vartheta }
da cui si ricava la velocità relativa: 
{\displaystyle v^{*}=c\tanh \eta ^{*}}

## Esempio
Sia dato un sistema di riferimento inerziale S. Due astronauti A e B viaggiano lungo l'asse x con velocità {\displaystyle v_{A}={\frac {2}{3}}c} e {\displaystyle v_{B}=-{\frac {2}{3}}c}, cioè opposte e uguali in modulo. Qual è la velocità dell'astronauta A visto nel sistema di riferimento S* solidale con l'astronauta B?
Applicando le trasformazioni sovrastanti si ha:
{\displaystyle {\begin{cases}{u'_{x}}={\frac {{\frac {2}{3}}c-(-{\frac {2}{3}}c)}{1-{\frac {1}{c^{2}}}{(-{\frac {2}{3}}c)({\frac {2}{3}}c)}}}={\frac {{\frac {4}{3}}c}{\frac {13}{9}}}={\frac {12}{13}}c\,\\{u'_{y}}=0\,\\{u'_{z}}=0\end{cases}}}
Notare che il modulo della nuova velocità {\displaystyle \mathbf {u} '} è minore di c, come prevede la relatività ristretta.